# Staden
Staden est une commune néerlandophone de Belgique située en Région flamande dans la province de Flandre-Occidentale.

## Histoire
Le 19 octobre 1914, l'armée impériale allemande exécute 18 civils lors des atrocités allemandes commises au début de l'invasion. Les unités mises en cause sont les 214e RIR -Régiment d'Infanterie de Réserve- et le 213e RIR.

## Géographie
La commune est formée de Staden-centre et des communes fusionnées d'Oostnieuwkerke et Westrozebeke, qui se trouvent au sud de Staden. Staden couvre la moitié de la superficie de la commune.

### Sections de la commune
| # | Section        | Superf. (km2) | Habitants (2020) | Habitants par km2 | Code INS |
| - | -------------- | ------------- | ---------------- | ----------------- | -------- |
| 1 | Staden         | 25,61         | 5 674            | 221               | 36019A   |
| 2 | Oostnieuwkerke | 11,00         | 3 577            | 325               | 36019B   |
| 3 | Westrozebeke   | 10,22         | 2 261            | 221               | 36019C   |

### Localités
Sur la frontière entre Staden, Westrozebeke et Poelkapelle se trouve le hameau et la paroisse de Vijfwegen (IV). Sur la frontière entre Oostnieuwkerke et Hooglede se trouve le hameau de Sleihage, qui borde aussi Staden. Quelques autres hameaux, dont celui de Stadenberg, sont répartis sur la commune.

### Carte

Staden, communes fusionnées et voisines. Les zones en jaune sont les surfaces bâties.

### Communes limitrophes
- a. Roulers (ville de Roulers)
- b. Passendale (commune de Zonnebeke)
- c. Poelkapelle (commune de Langemark-Poelkapelle)
- d. Houthulst (commune de Houthulst)
- e. Zarren (commune de Kortemark)
- f. Handzame (commune de Kortemark)
- g. Hooglede, avec les hameaux de Sint-Jozef et Sleihage (commune de Hooglede)

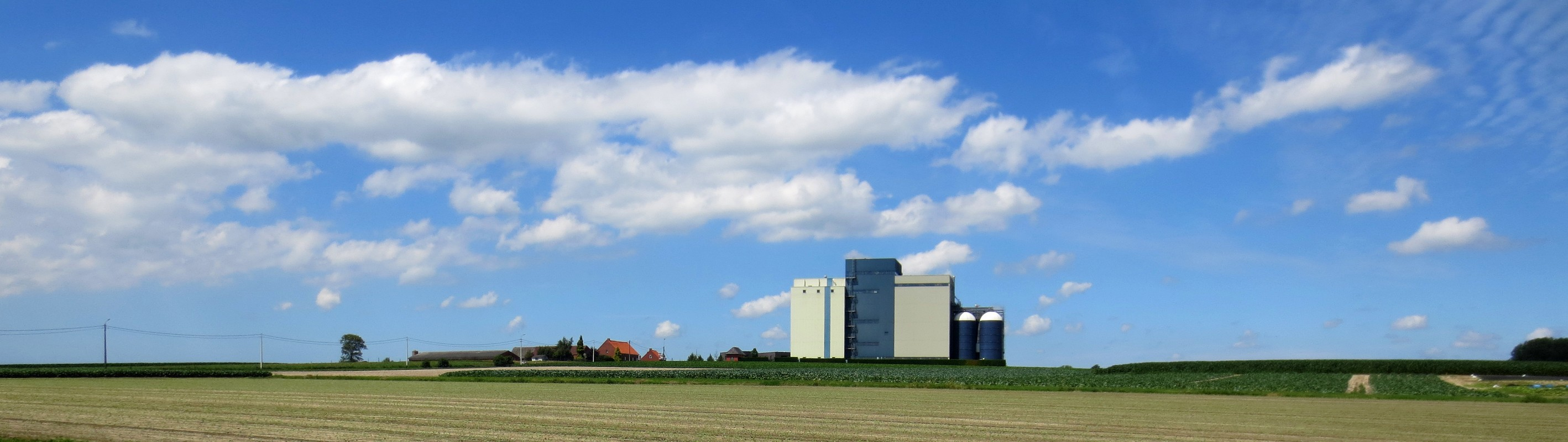
Staden

## Héraldique
|  | La commune possède des armoiries qui lui ont été octroyées le 3 décembre 1984. Ce sont celles de Westrozebeke, sans supports. Les armoiries sont celles du Comté de Carnin en Staden, auquel toute la région a historiquement appartenu. Ce sont celles de la famille Carnin du début du XVIIIe siècle. Le comté a été créé en 1712. Les armoiries de Westrozebeke lui avaient été octroyées le 21 avril 1967. Les supports étaient différents. Blasonnement : De gueules, à trois visages de lion en or, la langue dans la joue. Le bouclier surmonté d'une pierre tombale avec neuf perles et tenu par deux lions d'or grimpants et attrayants. (Traduction libre) Source du blasonnement : Heraldy of the World. |

## Démographie

### Évolution démographique: avant la fusion des communes
- Sources : INS, Rem. : 1831 jusqu'en 1970 = recensements, 1976 = nombre d'habitants au 31 décembre[5].

### Évolution démographique: commune fusionnée
En tenant compte des anciennes communes entraînées dans la fusion de communes de 1977, on peut dresser l'évolution suivante :
- Source : DGS, de 1831 à 1981 = recensements population ; à partir de 1990 = nombre d'habitants chaque 1er janvier[6].

## Politique

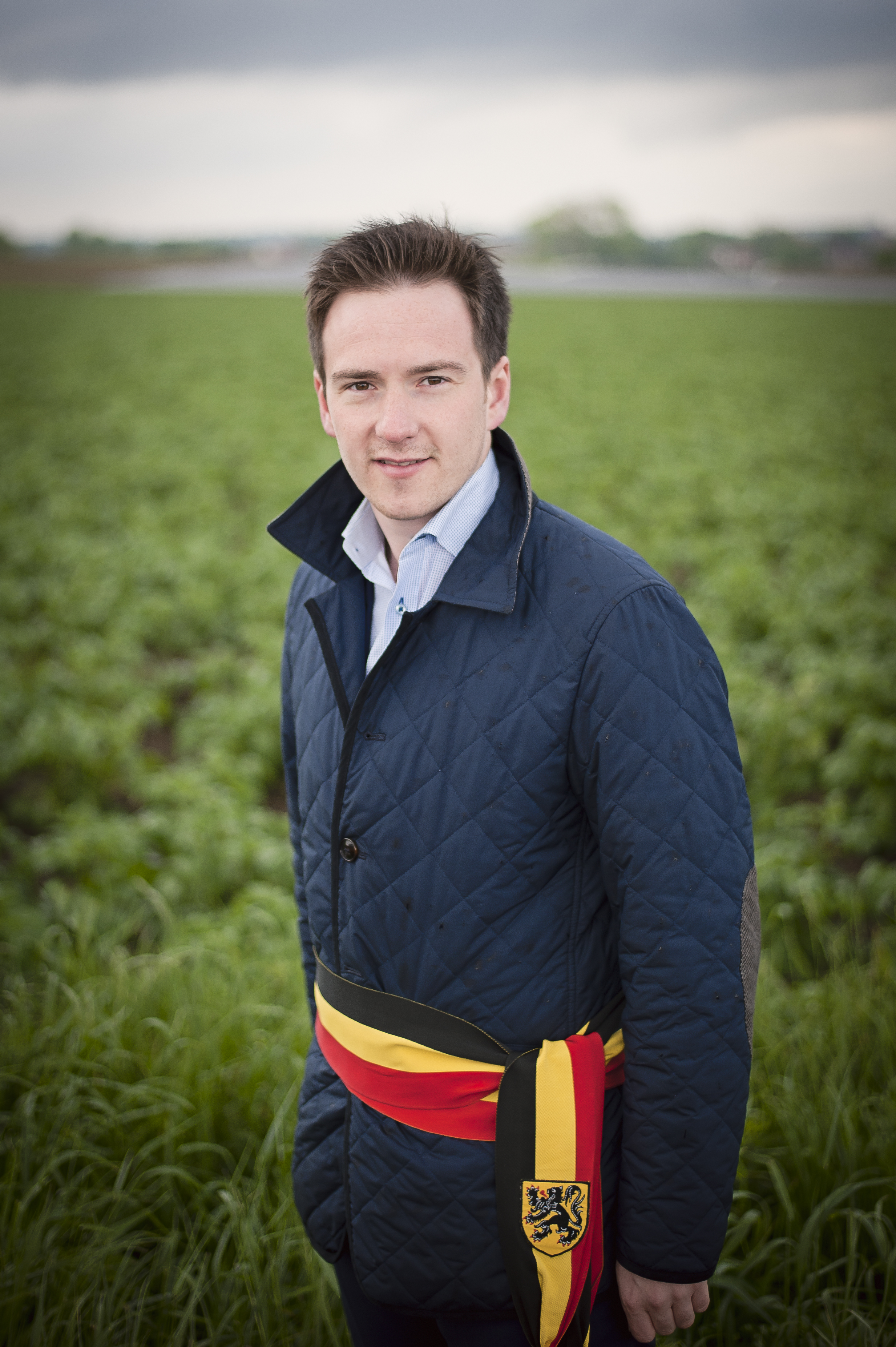
Francesco Vanderjeugd en 2014.

| Identité                           | Période | Période  | Durée  |
| Identité                           | Début   | Fin      | Durée  |
| ---------------------------------- | ------- | -------- | ------ |
| Josiane Lowie (d) (née en 1947)    | 1992    | 2012     | 20 ans |
| Francesco Vanderjeugd (né en 1988) | 2013    | En cours | 12 ans |